# Детские игры (картина)
«Детские игры», или «Игры детей» (нидерл. Kinderspelen) — картина нидерландского художника Питера Брейгеля Старшего, изображающая более 200 детей, играющих в разнообразные игры. Находится в венском Музее истории искусств.

## История создания
Картина написана Брейгелем в 1560 году. Сюжетно и композиционно она близка таким произведениям Брейгеля, как «Пословицы» и «Битва Масленицы и Поста», созданным годом ранее. Их объединяют красочность и многофигурность композиции, стремление к предельно подробному, исчерпывающему освещению выбранной темы. Н. А. Гершензон-Чегодаева отмечает, что все три работы носят подчёркнуто дидактический характер; основой их служит «тема безумия человеческого существования в условиях „перевернутого мира“».
Сандра Хиндман замечает, что традиция изображения детских игр существовала и до Брейгеля, в XV веке: этот мотив нередко присутствовал на полях календарей и часословов (определённые игры связывались с определёнными месяцами). Весьма вероятно, что Брейгель был знаком с подобными иллюстрациями, однако спектр изображаемых им игр гораздо шире, чем у его предшественников, и имеет, по всей видимости, несколько иную символику.

## Сюжет и описание
На картине изображена городская площадь; справа от неё вглубь уходит улица, а слева виден фрагмент пейзажа: несколько деревьев, лужайка и небольшая речка. Повсюду мы видим группки детей, поглощённых игрой. Интересно, что разные авторы приводят разные цифры касательно их количества: некоторые указывают, что детей на картине «более 230», другие — что их «более 250». Жан-Пьер Ванден Бранден в своей работе «Les Jeux d’enfants de Pierre Bruegel» называет более конкретные цифры: 168 мальчиков и 78 девочек. Разные цифры приводятся и относительно количества изображённых Брейгелем игр: 83, 86, более 90.
Участники этой массовой сцены не объединены никаким общим действием: они разбиты на изолированные, индифферентные друг к другу группы. Обращает на себя внимание тот факт, что в персонажах Брейгеля очень мало детского: они изображены скорее как маленькие взрослые. Идеализация детства, которая станет типичной при изображении детей в последующие столетия, отнюдь не практиковалась во времена Брейгеля: в детстве видели лишь этап подготовки ко взрослой жизни и к детям относились соответствующим образом. Лица детей лишены индивидуальных особенностей и кажутся примитивными и туповатыми. Ни один ребёнок не улыбается, их веселье выглядит серьёзным, сосредоточенным.
Поскольку дети изображены столь непривычным для нас образом, трудно сказать, есть ли на картине взрослые. Многие исследователи полагают, что Брейгель изобразил исключительно детский мир; другие допускают, что на картине присутствуют несколько взрослых (двое по Ванден Брандену, шестеро по Эми Оррок).
В композиции картины обращают на себя внимание необычно высокий горизонт и смещённая перспектива, направляющая взгляд зрителя вправо и вглубь.

## Толкования
Маловероятно, что задачей Брейгеля было создание своеобразной визуальной энциклопедии детских игр. По всей видимости, картина представляет собой некую аллегорию.
Существует предположение, что «Детские игры» должны были стать частью цикла, задуманного как «Четыре возраста человека». Этим объяснялось также и отсутствие взрослых на картине. Однако, если это и так, другие картины цикла не были созданы или не сохранились.
Возможно также, что картина представляла собой, наряду с «Нидерландскими пословицами», ещё одно воплощение темы безумия мира. В этом случае играющие дети олицетворяют всё человечество, лишённое разума и одержимое суетными интересами.
Высказывается версия, согласно которой высокая, панорамная точка зрения как бы сверху вниз подразумевает, что вся изображённая сцена — это наш мир глазами Бога, для которого все люди — не более чем неразумные дети.
Город, на улицах которого играют дети, сочетает в себе черты типичного фламандского городка XV века и города вымышленного, фантастического. Однако если принять во внимание тот факт, что во время написания картины Брейгель жил в Антверпене, то следует отметить также и то, что в Антверпене в это время было около двухсот школ и что город был важным центром образования и науки. Не исключено поэтому, что в своей работе Брейгель отразил гуманистические тенденции и педагогические идеи своего времени и что толковать её следует не в духе христианского морализаторства, а, напротив, в духе ренессансного гуманизма.

## Игры
Все игры, изображённые на картине, действительно существовали во времена Брейгеля. Французская исследовательница Мари Сегарра делит их на шесть основных групп: игры-имитации, в которых дети копируют действия и ритуалы взрослых; подвижные и силовые; ситуационные; игры со звучащими предметами; скатологические; индивидуальные (в том числе творческие). Исследователи отмечают, что Брейгель удивительно точно передал динамику и подробности каждой игры; его картина может служить материалом для этнографических исследований.